# Exécutif provisoire
L'Exécutif provisoire  est une structure provisoire créée par les accords d'Évian du 18 mars 1962 (entre le Gouvernement provisoire de la République algérienne et le Gouvernement de la République française), et chargée de gérer les affaires publiques en Algérie durant la période transitoire entre le cessez-le-feu du 19 mars 1962 et l'installation définitive du nouvel État algérien le 25 septembre 1962.
L'Exécutif provisoire est installé le 28 mars 1962, après la publication dans le Journal officiel de la République française des décrets qui organisent la période de transition entre la signature des accords d'Évian et l'installation d'un nouveau pouvoir issu du référendum d'autodétermination qu'il a la charge d'organiser. Les autres prérogatives de l'Exécutif provisoire sont principalement le maintien de l'ordre et l'administration intérieure.
Abderrahmane Farès est nommé président de l'Exécutif et Roger Roth vice-président. La composition finale, après négociations, est nommée par le décret du 6 avril 1962. Le siège de l'Exécutif est fixé à Rocher Noir (actuellement Boumerdès). Il transmet ses pouvoirs à l'Assemblée nationale constituante le 25 septembre 1962 et au 1er gouvernement algérien, nommé par le président Ben Bella le 27 septembre.

## Statut
Le statut exact de l'Exécutif provisoire reste controversé. Selon les points de vue, on parle d'un « gouvernement provisoire », d'un « gouvernement de transition », d'un « gouvernement de sortie de guerre », ou même d'une « administration ». Certains membres du CNRA craignaient qu'il se transforme en un « centre de pouvoir néocolonial » autonome.

## Historique
Les négociations pour la désignation des membres de l'Exécutif provisoire commencent après la nomination le 21 mars 1962 de Christian Fouchet au poste de haut-commissaire de la République française en Algérie. Sa composition finale est fixée par le décret du 6 avril 1962.
Il est formé par« l'élite du mixte » de l'Algérie coloniale, ayant participé aux luttes politiques de l'après 1945 au cours desquelles ils ont essayé de servir d'intermédiaires et de passerelles entre les différentes composantes algériennes.
Il tient sa première réunion le 4 avril 1962, sous le contrôle de Christian Fouchet. Cette réunion est largement consacrée à fixer les attributions de chaque délégué. Des tensions voient le jour. Chawki Mostefaï refuse l'ordre public et obtient les affaires générales, poste plus politique ; Bélaïd Abdessalam passe des postes aux affaires économiques.
Une nouvelle et jeune élite algérienne rejoint les différents départements de l'Exécutif provisoire : Mohamed Khemisti, Abdelkader Zaïbek, Smaïl Mahroug, Missoum Sbih, Abdelatif Rahal, Abdelmalek Temmam...

## Composition de l'Exécutif provisoire
- Président : Abderrahmane Farès, notaire – FLN[8]
- Vice président : Roger Roth, avoué
- Délégué aux Affaires générales : Chawki Mostefaï, docteur en ophtalmologie – représentant le GPRA
- Délégué aux Affaires économiques : Bélaïd Abdesselam, étudiant – représentant le GPRA
- Délégué à l'Agriculture : M'hamed Cheikh, agriculteur et éleveur
- Délégué aux Affaires financières : Jean Mannoni, docteur en médecine
- Délégué aux Affaires administratives : Abderrezak Chentouf, avocat – représentant le GPRA
- Délégué à l'Ordre public : Abdelkader El Hassar, avocat
- Délégué aux Affaires sociales : Boumediene Hamidou, docteur en radiologie – représentant le GPRA
- Délégué aux Travaux publics : Charles Koenig, professeur de CEG[9]
- Délégué aux Affaires culturelles : Brahim Bayoud, chef religieux du Mzab
- Délégué aux Postes : Mohamed Benteftifa, pharmacien – représentant le GPRA
- Secrétaire général de l'Exécutif provisoire : Saïd Hocine

## Missions

### Maintien de l'ordre
En vertu des accords d'Évian, l'Exécutif provisoire est investi de la responsabilité du maintien de l'ordre. Il doit s'appuyer pour cela sur deux formations : la force locale et les Auxiliaires Temporaires Occasionnels (ATO).
La force locale est une force militaire devant remplacer à la fois l'armée française et l'ALN, qui n'ont plus le droit d'effectuer des missions opérationnelles. La force locale doit au départ recruter 60 000 militaires, mais ses effectifs dépassent à peine les 2/3 du nombre prévu, et ils diminuent rapidement avec la désertion massive de soldats qui vont rejoindre les rangs de l'ALN en tant que soldats de la dernière heure (les « marsiens »).
Les ATO sont une force de police devant remplacer les éléments de la police française en Algérie (en majorité pro-OAS). La mesure est annoncée le 13 mai 1962 par le haut-commissaire Christian Fouchet. Les ATO sont constitués principalement de cadres FLN sortis de prison. Sans aucune formation policière, ils échouent dans leur mission.
En effet, si la force locale de l'ordre algérienne est d’abord organisée par le général de gendarmerie Corberant, à partir du mois d’avril cette responsabilité est confiée au colonel Ghenim et au commandant Yazid, attachés au cabinet d’Abderrahmane Farès. Son commandement est quant à lui assuré par le préfet de Saida, le commandant Omar Mokdad et par son adjoint le lieutenant-colonel Abdelkrim Djebaili, nommés au début du mois d’avril.
Enfin la force locale est supervisée par Abdelkader El Hassar, avocat  délégué de l'Ordre public, qui dès le 1er mai 1962 prend des sanctions à l'égard de certains responsables de la force locale.

### Textes normatifs français
- Décret no 62-306 du 19 mars 1962 portant organisation provisoire des pouvoirs publics en Algérie, Journal officiel de la République française. Lois et décrets, 20 mars 1962, p. 3036 [lire en ligne (page consultée le 17 septembre 2016)].
- Décret du 6 avril 1962 portant nomination des membres de l'Exécutif provisoire en Algérie, Journal officiel de la République française. Lois et décrets, 7 avril 1962, p. 3644 [lire en ligne (page consultée le 11 mars 2018)].
- Décret no 62-390 du 9 avril 1962 pris pour l'application du décret no 62-306 du 19 mars 1962, notamment son article 11, et portant répartition des attributions entre les services de l'État et les services de l'Algérie, Journal officiel de la République française. Lois et décrets, 10 avril 1962, p. 3707 [lire en ligne (page consultée le 10 mars 2018)].
- Décret no 62-524 du 21 avril 1962 relatif aux délégations de signature de l'Exécutif provisoire, Journal officiel de la République française. Lois et décrets, vol. 94e année, no 98, 22 avril 1962, p. 4205-4206 [fac-similé (page consultée le 17 septembre 2016)].
- Décret no 62-1020 du 29 août 1962 portant publication des protocoles, conventions et accords signés le 28 août 1962 entre le Gouvernement de la République française et l'Exécutif provisoire algérien, Journal officiel de la République française. Lois et décrets, 30 août 1962, p. 8506 [fac-similé (page consultée le 17 septembre 2016)].
- Décret no 62-1142 du 2 octobre 1962 portant publication des protocoles signés le 24 septembre 1962 entre le Gouvernement de la République française et de l'Exécutif provisoire algérien, Journal officiel de la République française. Lois et décrets, 6 octobre 1962, p. 9660 [fac-similé (page consultée le 17 septembre 2016)].
- Loi no 63-214 du 1er mars 1963 relatives aux affaires transférées en application du protocole judiciaire signé le 28 août 1962 entre le Gouvernement de la République française et l'Exécutif provisoire algérien, Journal officiel de la République française. Lois et décrets, 2 mars 1963, p. 2091 [fac-similé (page consultée le 17 septembre 2016)].

### Textes normatifs algériens
- Transmission des pouvoirs de l'Exécutif provisoire de l'État algérien, Journal officiel de la République algérienne, no 1, 26 octobre 1962, p. 3
- Proclamation par l'Assemblée nationale constituante, le 25 septembre 1962, de la République algérienne démocratique et populaire, Journal officiel de la République algérienne, no 1, 26 octobre 1962, p. 5